# Stevardiinae

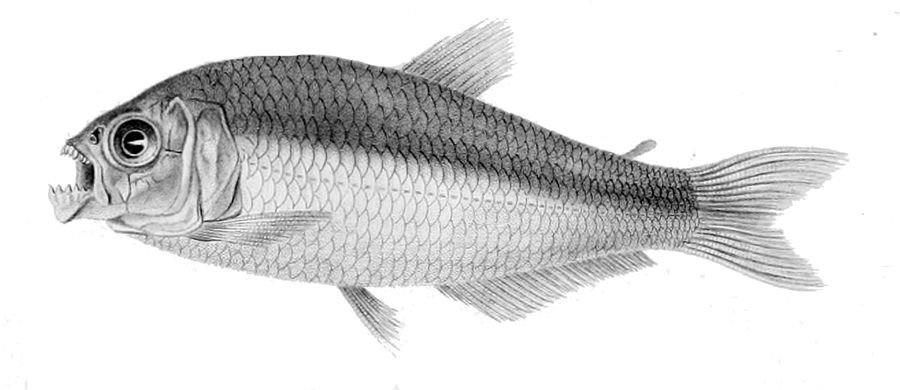
Bryconamericus peruanus.

Stevardiinae es una subfamilia de peces de agua dulce de la familia Characidae. Se encuentra subdividida en 44 géneros. Algunas de sus especies son denominadas comúnmente con el nombre de tetras. Habitan en lagunas, arroyos, y ríos en regiones templadas y cálidas de América Central y del Sur, desde el sur de México por el norte hasta el norte de la Argentina. La especie más conocida de la subfamilia es el tetra azul peruano (Knodus borki).

## Características
Entre sus características diagnósticas esta subfamilia presenta el canal supraorbital sin ninguna ramificación sobre el cráneo. El canal supraorbital es parte de la línea lateral, se localiza en la cabeza a partir de la línea sobre la banda del ojo y se extiende casi hasta su extremo. El número de radios ramificados en la aleta dorsal es de 8 o menos (pero 9 posee Aulixidens eugeniae). La subfamilia Stevardiinae tienen en el premaxilar dos filas de dientes, conteniendo la segunda línea por lo general sólo 4 dientes (aunque 5 tiene Nantis indefessus).

## Taxonomía
Esta subfamilia fue descrita originalmente en el año 1909 por el ictiólogo estadounidense Carl H. Eigenmann.
El mismo investigador creó en el año 1914 la subfamilia Glandulocaudinae, la cual fue fusionada con esta, y pasando a ser un sinónimo más moderno del nombre científico Stevardiinae, el cual tiene prioridad al haber sido creado 5 años antes.
Géneros
Esta subfamilia se subdivide en 44 géneros con 297 especies:
- Acrobrycon Eigenmann & Pearson, 1924
- Argopleura Eigenmann, 1913
- Attonitus Vari & Ortega, 2000
- Aulixidens Böhlke, 1952
- Boehlkea Géry, 1966
- Bryconacidnus Myers in Eigenmann & Myers, 1929
- Bryconadenos Weitzman, Menezes, Evers & Burns, 2005
- Bryconamericus Eigenmann in Eigenmann, McAtee & Ward, 1907
- Caiapobrycon Malabarba & Vari, 2000
- Ceratobranchia Eigenmann in Eigenmann, Henn & Wilson, 1914
- Chrysobrycon Weitzman & Menezes, 1998
- Corynopoma riisei Gill, 1858
- Creagrutus Günther, 1864
- Cyanocharax Malabarba & Weitzman, 2003
- Diapoma Cope, 1894
- Gephyrocharax Eigenmann, 1912
- Glandulocauda Eigenmann, 1911
- Hemibrycon Günther, 1864
- Hypobrycon Malabarba & Malabarba, 1994
- Hysteronotus Eigenmann, 1911
- Iotabrycon Roberts, 1973
- Knodus Eigenmann, 1911
- Landonia Eigenmann & Henn, 1914
- Lophiobrycon Castro, Ribeiro, Benine & Melo, 2003
- Phallobrycon Menezes, Ferreira & Netto-Ferreira, 2009
- Microgenys Eigenmann, 1913
- Mimagoniates Regan, 1907
- Monotocheirodon Eigenmann & Pearson in Pearson, 1924
- Nantis Mirande, Aguilera & Azpelicueta, 2006
- Odontostoechus Gomes, 1947
- Othonocheirodus Myers, 1927
- Planaltina Böhlke, 1954
- Phallobrycon Menezes, Ferreira & Netto-Ferreira, 2009
- Phenacobrycon Eigenmann, 1922
- Piabarchus Myers, 1928
- Piabina Reinhardt, 1867
- Pseudocorynopoma Perugia, 1891
- Pterobrycon Eigenmann, 1913
- Ptychocharax Weitzman, Fink, Machado-Allison & Royero L., 1994
- Rhinobrycon Myers, 1944
- Rhinopetitia Géry, 1964
- Scopaeocharax Weitzman & Fink, 1985
- Tyttocharax Fowler, 1913
- Xenurobrycon Myers & Miranda Ribeiro, 1945